# Bruno della Chiesa
Bruno della Chiesa (nacido el 7 de julio de 1962) es un lingüista de ascendencia italiana, francesa y alemana que se interesa por la neurociencia educativa. Es conocido por acuñar términos como "neuromito" (2002)  y "neuro-secuestro" (2013) y ha establecido teorías sobre el "vórtice motivacional" (2007)  y sobre los " teseractos en el cerebro" (2008).  También creó el festival internacional de ciencia ficción Utopiales.

## Biografía
Tras un primer ciclo de estudios en lingüística, literatura y filosofía germánica en Nancy (Francia) y Bonn (Alemania), realizó sus estudios de postgrado en didáctica de las lenguas con Robert Galisson en la Universidad de París III: Sorbonne Nouvelle, donde abordó la sociolingüística y trabajó con Louis Porcher en antropología cultural y sociología de la educación. Profundamente influenciado por las obras de Pierre Bourdieu, Tzvetan Todorov y Noam Chomsky, con quienes trabajaría un tiempo,  desarrolló un creciente interés por la filosofía del lenguaje, profundizando en las aportaciones de Bertrand Russell y Ludwig Wittgenstein.

## Trayectoria

### Diplomacia cultural e investigación
Entre 1985 y 1999, Bruno della Chiesa trabajó para el Ministerio de Asuntos Exteriores francés. En El Cairo (1985-1987), enseñó literatura francesa y filosofía; en México (1987-1990), coordinó el departamento de francés en la Universidad de Guadalajara, creó programas de formación inicial y de educación continua para profesores de francés de las siete universidades del oeste del país; en Austria (1990-1994), dirigió el Instituto Francés de Graz; a finales de 1994, regresó a Francia por invitación del entonces presidente del Senado René Monory, para gestionar las relaciones internacionales del departamento francés de Vienne .

### OECD
A principios de 1999 se incorporó al Centro de Investigación e Innovación Educativa (CERI) de la OCDE como analista senior (director de proyectos). Su proyecto "Ciencias del aprendizaje e investigación cerebral" (1999-2008), con el apoyo de Jarl Bengtsson, reunió a más de 300 expertos de 26 países.   Durante este tiempo comenzó a trabajar con Kurt Fischer y Howard Gardner, de la Universidad Harvard. De 2007 a 2012, sin abandonar la neurociencia, desarrolló -entre Cambridge (Massachusetts, EE. UU.), Ulm (Alemania) y París (Francia)- un controvertido proyecto sobre lengua y cultura en la era de la globalización.

### Harvard
En 2007, Bruno della Chiesa fue invitado a la Escuela de Posgrado en Educación de la Universidad de Harvard y desde 2008 imparte allí un curso anual titulado “Aprendizaje en un mundo globalizado: adquisición del lenguaje, conciencia cultural y justicia cognitiva” dentro de la Política Educativa Internacional y Mente, Cerebro y Educación. , así como diferentes seminarios a lo largo del año. Interesado en la neuroética (principalmente en el sentido de "desarrollo de juicios y decisiones éticas en el cerebro"), en 2009 se convirtió en editor de la sección "Abordando la neurociencia educativa y la ética: implicaciones para las sociedades" ("AENEIS") en la revista Mind, Brain and Education, así como en miembro de la International Mind, Brain, and Education Society (IMBES) .

## Ciencia ficción
A principios de la década de 1990, enseñó literatura de ciencia ficción europea en la Universidad de Graz (Austria). A finales de 1995 empezó a trabajar en el festival internacional de ciencia ficción que tres años más tarde se convertiría en 'Utopía', en Futuroscope . El festival se trasladó a Nantes en 2000 y pasó a llamarse ' Utopiales ' en 2001, cuando Bruno della Chiesa pasó la dirección artística a Patrick Gyger . Vinculado a este evento anual, entre 2000 y 2006 publicó bajo el título “Utopiæ”, 7 antologías que contenían relatos de 70 autores de ciencia ficción.  También escribió críticas literarias en la revista Galaxies,  la mayoría de las cuales están disponibles en la web NooSFere . 

### Editor, coordinador y autor
- B. della Chiesa, J. Scott & C. Hinton (Eds.) (2012), Languages in a Global World. Learning for Better Cultural Understanding. Paris: OECD.
- B. della Chiesa et al. (Eds.) (2007), Understanding the Brain – The Birth of a Learning Science (also available in Arabic, Chinese, French, Japanese, Serbian and Spanish). Paris: OECD.
- B. della Chiesa et al. (Eds.) (2002), Understanding the Brain – Towards a New Learning Science (also available in Chinese, French, German, Japanese, Portuguese and Spanish). Paris: OECD.
- B. della Chiesa et al. (Eds.) (2002): Los Desafíos de las Tecnologías de la Información y las Comunicaciones en la Educación. Madrid: Spanish Ministry of Education, Culture and Sport.
- Bund-Länder-Kommission für Bildungsplanung und Forschungsförderung; Österreich. Bundesministerium für Bildung, Wissenschaft und Kultur; Schweizerische Konferenz der Kantonalen Erziehungsdirektoren (2002) (Eds.): Lernen in der Wissensgesellschaft. Innsbruck: Studien Verlag.

### Material en línea
- Hinton, C., della Chiesa, B., Christoph, V. y Francis, H. (2014). Curso en línea: Cerebro y Aprendizaje. https://web.archive.org/web/20150518144552/http://www.neafoundation.org/pages/courses/ : La Fundación NEA.
- Chomsky, N., Gardner, H. y della Chiesa, B. (2013). Pedagogía del Oprimido. Foro Askwith: https://www.youtube.com/watch?v=2Ll6M0cXV54 .